# Móricz Zsigmond körtér (stacja metra)
Móricz Zsigmond körtér – stacja linii M4 metra w Budapeszcie. Znajduje się w zachodniej części Budy pod placem Móricz Zsigmond körtér.